# Rafel Sastre
Rafel Sastre Reus (Binisalem, Islas Baleares, España, 22 de octubre de 1975) es un exfutbolista español que jugaba como defensa.

## Trayectoria
Se incorporó en 1996 al R. C. D. Mallorca "B", equipo con el que consiguió el ascenso a Segunda División en la temporada 1997-98. Tras un año en la división de plata en el que los baleares no pudieron conservar la categoría, fichó por el Cádiz C. F., donde pasó dos temporadas en la Segunda División B.
En 2001 fue contratado por el Real Sporting de Gijón, que militaba en Segunda División por aquel entonces. Sastre, habitual interior derecho, comenzó a ser utilizado como lateral en el club asturiano; además, se convirtió en capitán del equipo en 2006 y consiguió el ascenso a Primera División en la temporada 2007-08. A sus casi treinta y tres años, en agosto de 2008, debutó en la máxima categoría del fútbol español, y llegó a disputar treinta partidos en la campaña 2008-09. A partir de la temporada siguiente, perdió protagonismo en las alineaciones en favor de Alberto Lora.
El 15 de mayo de 2011 disputó su último partido con la camiseta del Sporting en El Molinón, contra el Real Racing Club de Santander, tras diez temporadas y más de trescientos partidos oficiales como jugador rojiblanco. En los prolegómenos del encuentro se le entregó una placa como reconocimiento a su trayectoria en el club y, al comienzo de la segunda parte, fue sustituido con una ovación por parte de los aficionados. En junio de 2011 fue contratado por la S. D. Huesca, de Segunda División, donde coincidió con su hermano Lluís. En julio de 2012 se anunció su fichaje por el C. D. Atlético Baleares, equipo en el que jugó una temporada antes de poner fin a su carrera deportiva.

## Clubes
| Club                    | País   | Año       |
| ----------------------- | ------ | --------- |
| R. C. D. Mallorca "B"   | España | 1996-1999 |
| Cádiz C. F.             | España | 1999-2001 |
| Real Sporting de Gijón  | España | 2001-2011 |
| S. D. Huesca            | España | 2011-2012 |
| C. D. Atlético Baleares | España | 2012-2013 |